# 甲寅 (杂志)
《甲寅》是民国时期的月刊，存在于1914-1915年和1925-1927年。

## 前期
1914年5月10日由章士钊创办于日本东京，以阐扬民主宪政为宗旨，期促进国人对近代政治的认识。从第五期起迁至上海出版。秋桐（即章士钊）主编，陈独秀助编。以“条陈时弊，朴实说理”为宗旨。设有时评、评论、通信、文艺等栏目。此刊主要刊载政论，因反对袁世凯帝制，1915年10月被查禁。

## 后期
1925年7月，章士钊任北洋政府司法部长、兼署教育总长时复刊于北京，主张尊孔读经，提倡文言文，反对白话文，规定“文字须求雅训，白话恕不发布”，宣扬复古。1927年4月2日停刊。
后期《甲寅》杂志衍生出五四运动后政治、文化派别“甲寅派”，以1925年7月复刊停办多年的《甲寅》杂志得名。章士钊为主要代表。在政治上，支持北洋政府的行为；在文化思想上主张尊孔读经，提倡文言文，反对白话文，规定“文字须求雅训，白话恕不发布”，宣扬封建复古主义。1927年4月2日随着《甲寅》杂志停刊而无形解体。